# RENFE 352 sorozat
A RENFE 352 sorozat egy spanyol nagysebességű B'B' tengelyelrendezésű dízelmozdony-sorozat volt. A német Krauss-Maffei, később a Babcock & Wilcox gyártotta a RENFE részére. Összesen tíz mozdony készült, melyet nagysebességű Talgo-személykocsik vontatásához használtak. A mozdony maximális sebessége 140 km/h, később 160 km/h.

## Története
A gyárból történő szállítás után mindegyiket Aravaca fűtőházába osztották be.
Az első érkezőket a Talgo járatokhoz rendelték Barcelonától Madridig 1964. augusztus 20-tól. Hendaye, Bilbao és Sevilla is kiszolgálási célpont lett, abban az időben a spanyol vasút leggyorsabb gépei voltak: 1966. június 7-én a 2005T pályaszámú elérte a 230 km/h sebességet Sevilla és Los Rosales között.
A villamosítás és a japán RENFE 269 sorozat 1970-es évekbeli bevezetése a mozdonyokat a nem villamosított vonalakra szorította ki. Ettől kezdve a 352 sorozatot a nem villamosított vonalakon használták, mint például Badajoz-Lisszabon, Granada-Almeria, Murcia-Cartagena között.
1980-ban a 352-004-et megváltoztatták az új Talgo-inga vonatok vontatása céljából; Zaragoza és Madrid között dolgoztak 1980 júniusától. Később a Talgo Pendular vonatokon használták Madrid és Cartagena között.
1995 szeptembere és 1996 áprilisa között a 352-004-et használták a Talgo Pendular járaton Madrid és Cartagena között, a sérült 354-008 helyettesítésére.
A mozdonyokat a 2000-es évek elején kezdték leselejtezni - a nagyobb munkát igénylő gépeket már nem javították meg, hanem leselejtezték. Idővel a legutóbbi 312-001-es pályaszámút (ami egyben az első leszállított mozdony volt), 2002-ben szintén leselejtezték, 38 év szolgálatot teljesítve és több mint 7 millió megtett kilométerrel.

## Járművek
A sorozat mozdonyai neveket is kaptak:
| Eredeti pályaszám | UIC nszám | Név                           | Gyártó           | Gyártási szám | Év   | Selejtezés | Futásteljesítmény |
| ----------------- | --------- | ----------------------------- | ---------------- | ------------- | ---- | ---------- | ----------------- |
| 2001 T            | 352-001-2 | "Virgen del Rosario"          | Krauss-Maffei    | 19094         | 1964 | 22/04/2002 | 7 443 836         |
| 2002 T            | 352-002-0 | "Virgen Peregrina"            | Krauss-Maffei    | 19095         | 1964 | 27/04/1993 | 5 416 678         |
| 2003 T            | 352-003-8 | "Virgen del Perpetuo Socorro" | Krauss-Maffei    | 19096         | 1964 | 8/06/2001  | 7 253 459         |
| 2004 T            | 352-004-6 | "Virgen del Camino"           | Krauss-Maffei    | 19097         | 1964 | 21/12/1997 | 6 262 292         |
| 2005 T            | 352-005-3 | "Virgen del Carmen"           | Krauss-Maffei    | 19098         | 1964 | 28/06/1998 | 6 873 765         |
| 2006 T            | 352-006-1 | "Virgen Santa Maria"          | Babcock & Wilcox | 888           | 1965 | 9/07/1999  | 6 846 166         |
| 2007 T            | 352-007-9 | "Virgen de la Almudena"       | Babcock & Wilcox | 889           | 1965 | 27/02/1993 | 5 543 765         |
| 2008 T            | 352-008-7 | "Virgen de la Soledad"        | Babcock & Wilcox | 890           | 1965 | 19/05/2002 | 7 144 582         |
| 2009 T            | 352-009-5 | "Virgen de Gracia"            | Babcock & Wilcox | 891           | 1965 | 20/05/2002 | 7 405 093         |
| 2010 T            | 352-010-3 | "Virgen de los Reyes"         | Babcock & Wilcox | 892           | 1965 | 23/10/1994 | 5 948 783         |

## Képgaléria

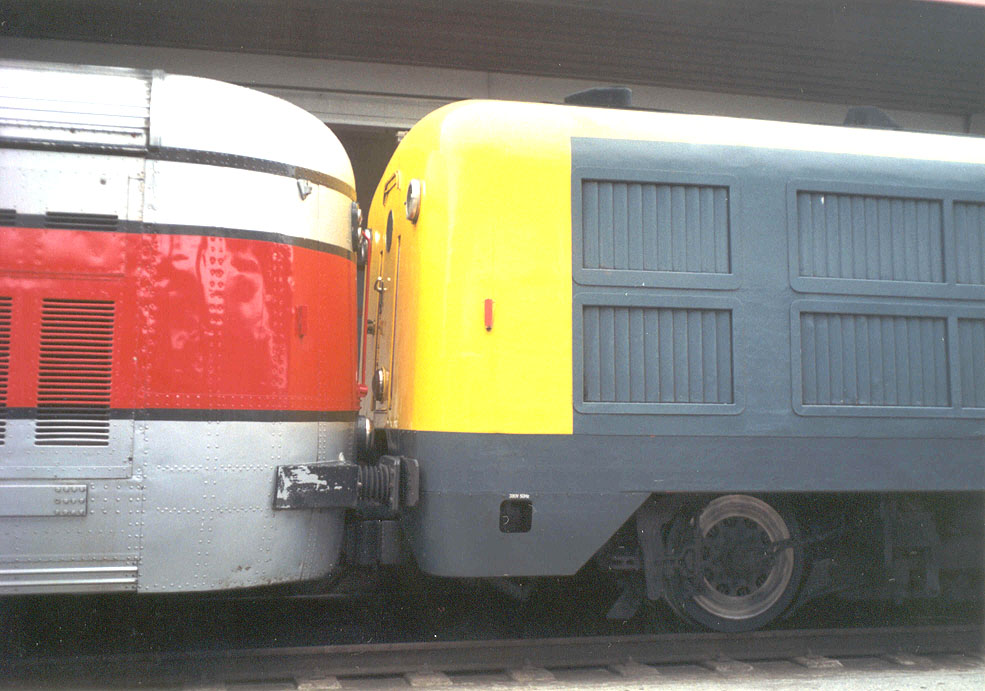
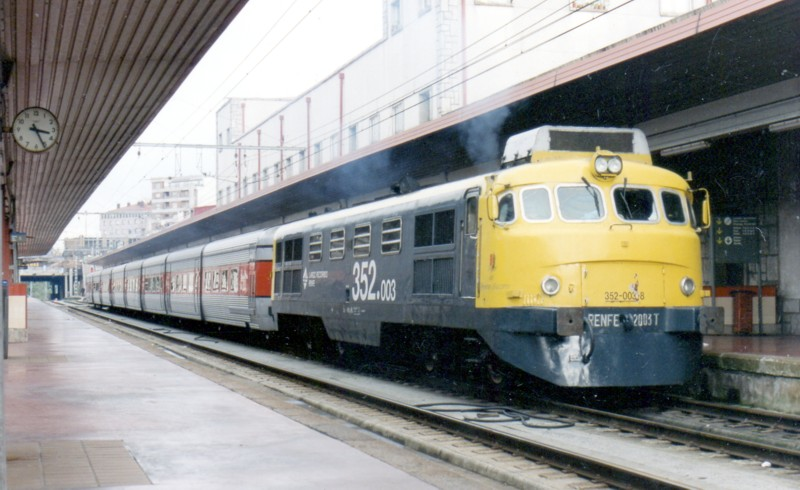
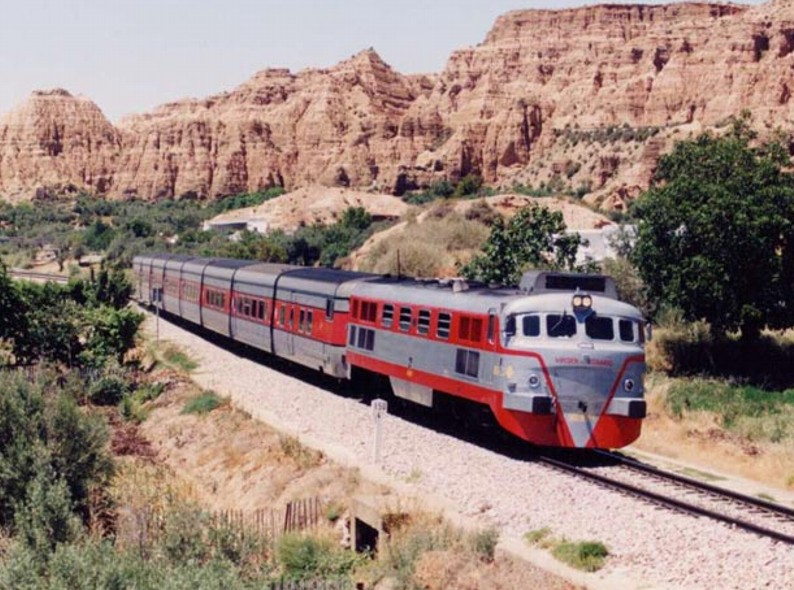
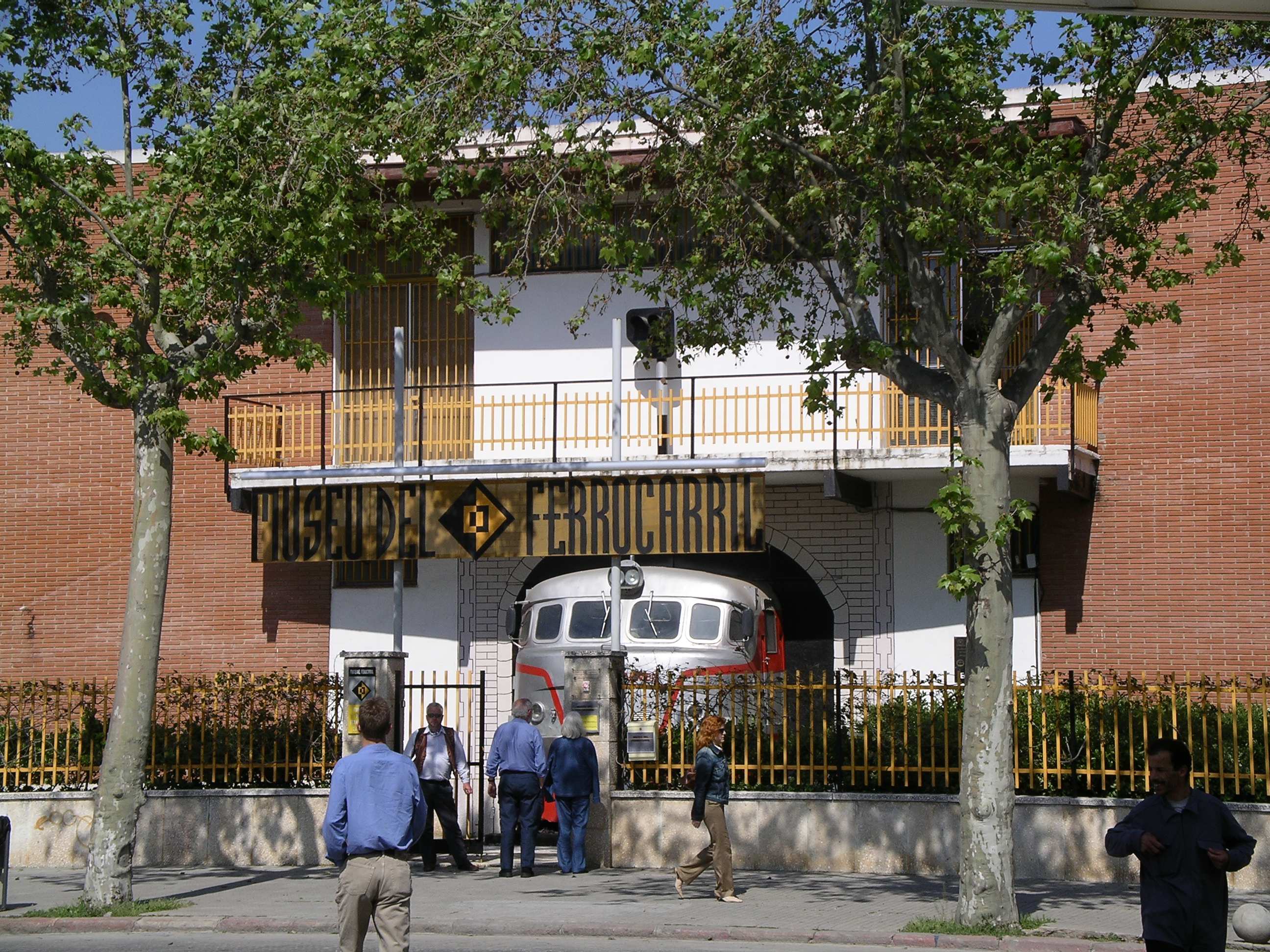